# Hipótesis de los pastos boscosos
La hipótesis de los pastos boscosos (también conocida como hipótesis de Vera y teoría de los megaherbívoros) es una hipótesis científica que postula que los pastos abiertos y semiabiertos y los pastos boscosos formaron el tipo predominante de paisaje en la Europa posglacial, en lugar de la creencia común de bosques primigenios. La hipótesis propone que dicho paisaje estaría formado y mantenido por grandes herbívoros salvajes. Aunque otros, incluido Oliver Rackham, que criticó la idea de un bosque primitivo oscuro y omnicomprensivo en la Europa preneolítica,había expresado previamente ideas similares, fue el investigador holandés Frans Vera, quien, en su libro de 2000 Grazing Ecology and Forest History, desarrolló por primera vez un marco integral para tales ideas y las formuló en un teorema. Las propuestas de Vera, aunque muy controvertidas, llegaron en un momento en que se estaba reconsiderando cada vez más el papel que desempeñaban los pastores en los bosques, y se les atribuye el mérito de marcar el comienzo de un período de mayor reevaluación e investigación interdisciplinaria en la teoría y la práctica de la conservación europea. Aunque Vera centró en gran medida su investigación en la situación europea, sus hallazgos también podrían aplicarse a otras regiones ecológicas templadas del mundo, especialmente las de frondosas.
Las ideas de Vera han encontrado rechazo y aprobación en la comunidad científica y continúan sentando una base importante para el movimiento de resilvestración. Si bien sus propuestas de una extensa sabana semiabierta como paisaje predominante de la Europa templada desde principios hasta mediados del Holoceno han sido rechazadas en general,están parcialmente de acuerdo con la sabiduría establecida sobre la estructura de la vegetación durante interglaciales anteriores.  Además, la investigación moderna ha demostrado que, bajo el clima actual, los grandes herbívoros que deambulan libremente, de hecho, pueden influir e incluso detener temporalmente la sucesión de la vegetación. También se ha cuestionado si el Holoceno antes del surgimiento de la agricultura proporciona una aproximación adecuada a un estado de «naturaleza prístina», ya que en ese momento los humanos anatómicamente modernos ya habían estado omnipresentes en Europa durante milenios, probablemente con profundos efectos en el medio ambiente.
La grave pérdida de megafauna a finales del Pleistoceno y principios del Holoceno, conocida como evento de extinción del Cuaternario, frecuentemente ligada a las actividades humanas,no dejó a Europa ilesa y provocó un cambio profundo en el conjunto de la población de grandes mamíferos europeos y, por tanto, los ecosistemas en su conjunto, lo que probablemente también afectó los patrones de vegetación. Sin embargo, la suposición de que el preNeolítico representa condiciones prístinas es un requisito previo tanto para la «teoría del bosque alto» como para la hipótesis de Vera en sus respectivas formas originales. Por lo tanto, el apoyo o no de la hipótesis puede depender aún más de si el Holoceno preneolítico se acepta como punto de partida para la naturaleza prístina y, por tanto, también sobre si la extinción de la megafauna en el Cuaternario se considera (principalmente) natural o provocada por el hombre.